# Chebaita Mokhtar
Chebaita Mokhtar (în arabă شبايطة مختار) este o comună din provincia El Tarf, Algeria.
Populația comunei este de 23.135 de locuitori (2008).